# Мокруха пятнистая
Мокру́ха пятни́стая (лат. Gomphídius maculátus) — вид грибов, входящий в род мокруха (Gomphidius) семейства мокруховые (Gomphidiaceae).

## Описание
Шляпка 3—7 см в диаметре, выпуклая, затем уплощённая и иногда вдавленная, с подвёрнутым краем. Поверхность покрытая слоем слизи, бледная, розовато-буроватая, серовато-охристая, желтоватая, слизь при надавливании темнеет.
Пластинки редкие, нисходящие на ножку, ветвящиеся, у молодых грибов беловатые, затем становятся грязно-бурыми.
Ножка 5—11 см длиной и до 1,5 см в поперечнике, цилиндрическая, волокнистая, клейкая, со слизистым кольцом, вверху белая или пятнистая, ниже — часто жёлтая.
Мякоть белая или желтоватая, на воздухе краснеет.
Споровый порошок зеленовато-чёрного цвета. Споры 16,5—21×6—8 мкм, веретеновидной формы. Базидии булавовидные, 34,5—51×9,5—12,5 мкм. Цистиды цилиндрические или булавовидные.
Хороший съедобный гриб.

## Сходные виды
- Gomphidius glutinosus — Мокруха еловая — отличается большими размерами, чаще всего не имеет чёрных пятен, окрашена более ярко.

## Экология
Образует микоризу с хвойными деревьями, в частности с лиственницей и елью. Широко распространена в Евразии и Северной Америке.

## Таксономия

### Синонимы
- Agaricus maculatus Scop., 1772basionym
- Gomphidius furcatus Peck, 1889
- Gomphidius gracilis Berk., 1860
- Leucogomphidius maculatus (Scop.) Kotl. & Pouzar, 1972